# 普卢内韦-洛克里斯特
普卢内韦-洛克里斯特（法語：Plounévez-Lochrist，法語發音：[pluneve lɔkʁist]）是法国菲尼斯泰尔省的一个市镇，属于莫尔莱区。

## 地名
普卢内韦-洛克里斯特的地名意为“新教区-基督修道院”，其中“Plou-”在布列塔尼语中意为“教区”，“nevez”意为“新的”；而“loc”（lok）在布列塔尼语里指圣地或修道院的意思，在布列塔尼大区有许多带有这个前缀的地名，比如安赞扎克-洛克里斯特、洛克罗南、洛克恩韦勒及洛克马里亚等。

## 地理
普卢内韦-洛克里斯特（48°37'1"N, 4°12'43"W）面积39.54 平方千米，位于法国布列塔尼大區菲尼斯泰尔省，该省份为法国最西部的省份，位于布列塔尼半岛西部，北西南三面环大西洋，东临阿摩尔滨海省和莫尔比昂省。
与普卢内韦-洛克里斯特接壤的市镇（或旧市镇、城区）包括：克莱代尔、朗乌阿尔诺、普卢埃斯卡特、普卢伊代尔、圣武盖、特雷夫莱兹。
普卢内韦-洛克里斯特的时区为UTC+01:00、UTC+02:00（夏令时）。

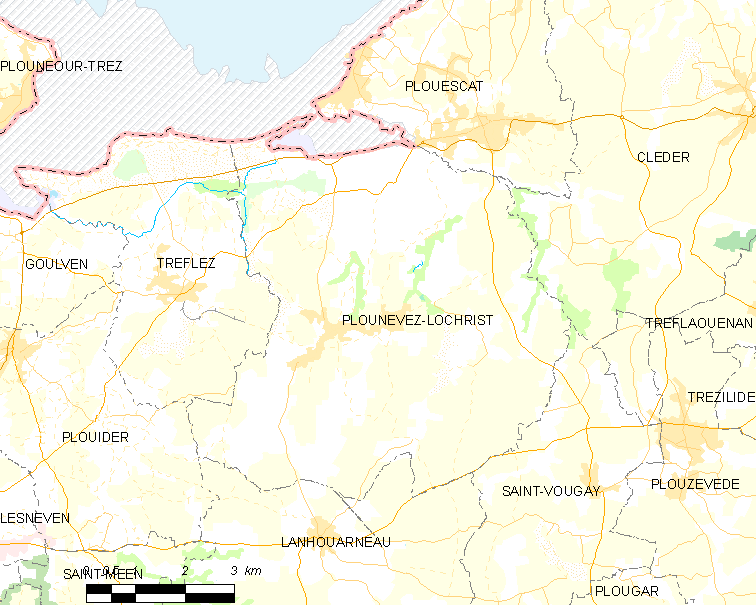
普卢内韦-洛克里斯特的OSM定位图

## 行政
普卢内韦-洛克里斯特的邮政编码为29430，INSEE市镇编码为29206。

## 政治
普卢内韦-洛克里斯特所属的省级选区为圣波勒德莱昂县。

## 人口

1962-2008年间普卢内韦-洛克里斯特人口变化图示

普卢内韦-洛克里斯特于2022年1月1日时的人口数量为2285人。